# Milomir Minić
Milomir Minić (in serbo Миломир Минић?; Valjevo, 5 ottobre 1950) è un politico serbo.
Membro del Partito Socialista di Serbia, fu uno stretto collaboratore di Slobodan Milošević. Successivamente è stato Primo ministro della Serbia nella Repubblica Federale di Jugoslavia. Ha governato dal 24 ottobre 2000 al 25 gennaio 2001.